# Oak Mountain Amphitheatre
Das Oak Mountain Amphitheatre (auch bekannt als das Verizon Wireless Music Center) ist ein Amphitheater in Birmingham, Alabama.
Es befindet sich im Besitz von Live Nation Entertainment. Es ist die größte Musikarena in Alabama und hat schon musikalischen Weltstars wie Eric Clapton (Journeyman World Tour) und John Mayer Platz geboten. Mayer nahm hier das Album und die DVD Any Given Thursday auf. Das Amphitheater fasst insgesamt 10.000 Besucher für Konzertveranstaltungen.